# Willem Canter
Willem Canter, ook wel gelatiniseerd tot Gulielmus Canterus, (Utrecht, 24 juli 1542 – Leuven, 18 mei 1575) was een Nederlandse filoloog. Vanaf zijn twaalfde tot zijn twintigste volgde hij universitair onderwijs. Daarna reisde hij langs universiteiten om collega-filologen te ontmoeten en manuscripten te bestuderen. Hij ontwikkelde ideeën over tekstkritiek, het corrigeren van beschadigd overgeleverde oude teksten, die tot aan de negentiende eeuw een grote invloed hadden. De geschriften die hij zelf corrigeerde werden eeuwenlang gelezen. Hij overleed toen hij tweeëndertig jaar oud was.

## Levensloop
Willem Canter was de oudste zoon van Lambert Canter (1513-1553) en Johanna van Wijck (overleden 1586). De vader was een Groningse jonker van Friese afkomst, die in 1539 door Karel V was benoemd tot raadsheer bij het Hof van Utrecht. Canter ging als zesjarige naar de Utrechtse Hieronymusschool waar Macropedius hem onderwees in Latijn en Grieks. Na het afsluiten van de opleiding begon Canter, op twaalfjarige leeftijd, aan een studie in de drie bijbelse talen – Latijn, Oudgrieks en Hebreeuws – aan het Collegium Trilingue van de Universiteit Leuven. Hij woonde in hetzelfde huis als zijn leermeester Cornelius Valerius, met wie hij bevriend raakte.
Na ruim vier jaar, in 1459, stuurde Valerius Canter naar Parijs om zijn studie Grieks aan het Collège de France voort te zetten bij Jean Dorat. Canter raakte geïnteresseerd in tekstkritiek en maakte vaak gebruik van de uitgebreide collecties boeken in de universiteitsbibliotheken. Hij vergeleek diverse handschriften met elkaar waarin het werk van een auteur was overgeleverd op zoek naar afwijkingen die bij het kopiëren ontstaan waren. Zo probeerde hij de oorspronkelijke tekst zo goed mogelijk te reconstrueren. Op die wijze schreef hij Novarum Lectionum Libri Quatuor, een verzameling nieuwe lezingen van klassieke geschriften, in vier boeken.
Canter verkeerde in Parijs enkele jaren in het gezelschap van studenten die net als hij in Leuven gestudeerd hadden, onder wie Janus Dousa en Lucas Fruytiers. Ook leerde hij er de Franse humanist Josephus Justus Scaliger kennen. Samen met hem maakte hij tekstkritische bewerkingen van fragmenten van Athenaeus en Lycophron.
In 1562 verliet Canter Frankrijk vanwege de Hugenotenoorlogen. Hij was dankzij zijn ouders financieel onafhankelijk en ondernam een zogenoemde Peregrinatio Academica (academische bedevaart). Die reis voerde hem langs Europese universiteiten waar hij contact legde met andere filologen en bibliotheken bezocht. Hij beperkte zijn contacten niet tot collega-filologen maar zocht ook drukkers op.
De eerste was de humanistische Johannes Oporinus in Bazel, bij wie hij jarenlang zijn boeken liet drukken. In 1564 verscheen als eerste Novarum Lectionum Libri Quatuor dat hij in zijn Parijse tijd had geschreven. Ondanks zijn jeugd maakte hij met deze uitgave naam als tekstcriticus. De Novae Lectiones werden later in fasen uitgebreid tot uiteindelijk acht boeken in 1571. Canter verbleef vaak in Bazel, afgewisseld met bezoeken aan Utrecht en Leuven. Daarnaast verkeerde hij regelmatig in de kring van humanisten die zich gevormd had rond de Officina Plantiniana, de drukkerij van Christoffel Plantijn in Antwerpen. In die drukkerij was Canter ook actief als corrector van de Septuagint in de Antwerpse polyglotbijbel. 
Canter besteedde veel tijd aan het ontwikkelen van een systematiek voor het verbeteren van Griekse teksten. Tekstcritici voor hem herstelden beschadigde passages met behulp van nauwelijks onderbouwde gissingen. Canter probeerde als een van de eersten de oorzaak van de beschadiging te vinden, met als onderliggende gedachte dat fouten het best kunnen worden gecorrigeerd door eerst de oorzaak ervan te identificeren. Hij onderscheidde daarbij vijf hoofdoorzaken: verkeerde interpretatie van afkortingen, verwarrende gelijkenis van letters, niet geautoriseerde invoegingen in de originele tekst, onvoldoende kennis van de klassieke oudheid en onvoldoende kennis van de complexiteit van Latijn en Grieks. Zijn denkwerk leidde in 1566 tot de publicatie van De ratione emendandi Graecos auctores (Over de methode om Griekse auteurs te corrigeren).
Begin 1567 ondernam Canter een grote reis door Italië. Daar maakte hij onder meer kennis met de Italiaanse filologen Carolus Sigonius en Muretus die hem introduceerden in bibliotheken in Venetië, Bologna en Padua. Ze hielpen hem ook om zijn bibliotheek van Griekse manuscripten belangrijk uit te breiden. Op deze wijze slaagde Canter erin vele oude klassieke en theologische handschriften te transcriberen of zelfs te verwerven.
Aan het eind van dat jaar vestigde Canter zich blijvend in Leuven, bij zijn leermeester en vriend Valerius. Hij wees aanbiedingen van universiteiten af en vestigde zich als privéleraar. Hij besteedde veel tijd aan het analyseren en beschrijven van de grote hoeveelheid informatie die hij tijdens zijn reizen verkregen had. In 1571 publiceerde hij een bewerking van zijn Ratione emendandi, waaraan hij ook vele voorbeelden toevoegde. Daarnaast corrigeerde hij werken van Euripides, Aeschylus, Pythagoras, Sophocles en Stobaeus. Bovendien publiceerde hij wetenschappelijk commentaar op Romeinse schrijvers, van Cicero tot Propertius. Hij manifesteerde zich niet alleen als filoloog maar was ook een niet onverdienstelijk Latijns dichter.
Canter legde zichzelf een strak leefschema op. In de ochtend gaf hij les; de middag en een deel van de nacht reserveerde hij voor studie en schrijfwerk. Met behulp van een zandloper hield hij zich strikt aan de schema's die hij zichzelf voor die twee activiteiten had opgelegd. Op 8  januari 1573 raakten zijn manuscripten ernstig beschadigd toen de stad Leuven na een plotselinge dooi getroffen werd door een overstroming. In de jaren daarna verslechterde zijn gezondheid, volgens tijdgenoten omdat hij zich te weinig rust gunde en te weinig lichaamsbeweging nam. Goede raad van vrienden en interventies door leden van de medische faculteit haalden onvoldoende uit. Op 18 mei 1575 overleed Canter, enkele maanden voor zijn drieëndertigste verjaardag. Hij werd begraven in de Sint-Jacobskerk te Leuven.

## Werken (selectie)

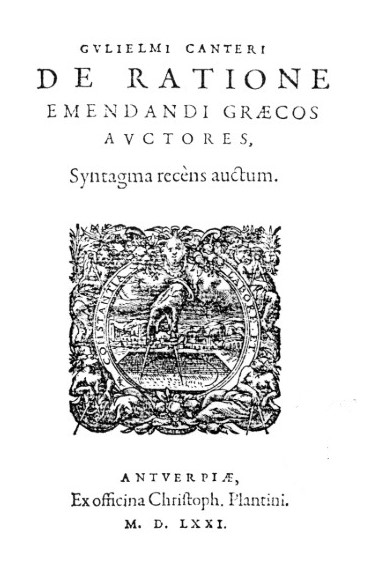
Titelpagina van De Ratione Emendandi

- 1564 – Novarum Lectionum Libri Quatuor, Johannes Oporinus, Bazel. (Google Books)
- 1566 – Aelii Aristidis, Johannes  Oporinus, Bazel. (Internet Archive)
- 1566 – Lycophronos tu Chalkideos Alexandra (met J.J. Scaliger), Johannes Oporinus, Bazel. (Universitätsbibliothek Basel)
- 1571 – Euripides Tragoediae XIX, Johannes Oporinus, Bazel (Internet Archive)
- 1571 – Novarum Lectionum Libri Octo, Plantijn, Antwerpen. (Google Play)
- 1571 – De ratione emendandi Graecos auctores, Plantijn, Antwerpen. (Google Books)
- 1575 – Ioannis Stobaieus Eclogae, Plantijn, Antwerpen. (The Munich Digitization Center)

Postuum
- 1579 – Sophoclis Tragediae VII, Plantijn, Antwerpen. (Universiteit Gent)
- 1580 – Aeschyli Tragoediae VII, Plantijn, Antwerpen. (The Munich Digitization Center)

## Betekenis
Canter is van grote betekenis geweest voor het vakgebied filologie en daarin vooral voor het onderdeel tekstkritiek. Met zijn op tekstkritisch onderzoek gebaseerde edities van werken van antieke schrijvers, blies hij dat werk nieuw leven in. De edities van Euripides, Aeschylus en Sophocles die Canter corrigeerde, bleven tot twee eeuwen na zijn overlijden algemeen in gebruik.
Belangrijk was ook zijn De ratione emendandi Graecos auctores, een theorieboek voor het verbeteren van Griekse literatuur. De eerste publicatie van zijn verbeteringstheorie werd in 1566 opgenomen in Aelii Aristidis. In 1571 kreeg een uitbreiding ervan een apart titelblad en werd het samengebonden met de derde versie van Novae Lectiones. De ratione emendandi Graecos auctores is later meerdere malen herdrukt als onderdeel van studies van Engelse en Duitse filologen. Dat was het geval in 1730, 1826 en 1829 (met een herdruk van deze laatste uitgave in 1964). Het boek kan gezien worden als een vroege bijdrage aan de wetenschappelijke discipline die wordt aangeduid als editiewetenschap.